# U-8号潜艇 (1935年)
U-8号（德語：U 8）是纳粹德国战争海军建造的二十艘II-B型近岸潜艇（或称U艇）之一。它由基尔的日耳曼尼亚船厂承建，于1935年7月16日下水，至同年8月5日交付使用。该艇在运用生涯的大部分时间内都被用作训练艇，但也参加了第二次世界大战，在其仅有的一次巡逻作战中，未能取得任何战功。1945年5月5日，已退役的U-8号在威廉港附近自沉，残骸其后打捞上岸拆解报废。

## 设计
II级潜艇是从一战中德意志帝国海军的UB级和UF级近岸潜艇发展而来。其外观尺寸小，造价便宜且易于生产，在很短时间内便能造好。这款艇具在设计上吸收了为芬兰海军定制的欧洲水鼬号的优点，是非常出色的训练艇。但由于它们体积较小，在海面上容易剧烈颠簸，因此也被德国人戏称为“独木舟”（Einbaum）。尽管如此，一些II级艇在训练任务与战斗行动中表现相当出色，许多II级艇的衍生型号也相继被建造出来。
U-8号是一款用于近岸水域作战的II-B型单壳体潜艇。它可视作II-A型的加长版，附加的柴油舱增加了贮油量，航程也因此得到增加。其全长42.7米，舷宽4.08米，高8.6米，并有3.9米的吃水深度。水上和水下排水量则分别为279吨和328吨，惟官方提供的标准吨位为250吨。艇只采用两台曼海姆发动机厂（MWM）生产的六缸四冲程350匹公制馬力（260千瓦特）柴油机用于水面运行，以及两台各配备36个AFA蓄电池组的180匹公制馬力（130千瓦特）西门子-舒克特（SSW）电动发电机用于水下航行；水面最高航速12節（22每小時），水下7節（13每小時）；能够在水面以8節（15每小時）航速续航3,800海里（7,000），或以4節（7.4每小時）连续在水下航行43海里（80）而无需充电。它有两个轴和两副直径为0.85米的螺旋桨，具备在80－150米的深度运行的能力，紧急下潜需时30秒。
武器装备方面，U-8号在艇艏内置有三具管径为533毫米的鱼雷发射管，呈倒三角形布置，其中左舷一具、右舷一具、底部的中线上还有一具；它们合共配备5枚G7型鱼雷，或可携带最多12枚TMA水雷。此外，该艇还搭载有一门20毫米30式高射炮作为甲板炮。其标准船员编制为3名军官及22名水兵。

## 历史
1934年7月20日，海军造舰局正式将六艘II-B型潜艇（U-7至U-12号）的建造合同发包予基尔的日耳曼尼亚船厂。但由于违反了禁止德国拥有潜艇的《凡尔赛条约》条款，U-8号直至1935年3月25日才开始铺设龙骨，同年7月16日、即解除德国海军军备限制的《英德海军协定》生效后才下水，至8月5日在首度担任艇长的海军上尉哈拉尔德·格罗塞的指挥下交付使用。完成海试后，该艇被编入驻基尔的第1“韦迪根”潜艇区舰队服役。从1937年10月起，它在第3“洛斯”区舰队担任预备艇，之后又成为驻诺伊施塔特的U艇学校暨训练区舰队的教学艇直到1940年1月3日。第二次世界大战期间，U-8号于1940年1月4日至4月12日供反潜战学校使用，4月13日至6月30日则重回第1区舰队司职训练艇和前线艇。此后，它于1940年7月1日至12月17日期间被用作驻梅默尔的第24区舰队的教学艇，继而前往戈滕哈芬供第22区舰队调遣。在苏联红军占领之前清除了基地后，该艇于1945年1月26日离开皮劳前往威廉港。1945年3月31日，U-8号在威廉港退役；根据长期生效的“彩虹命令”，该艇于5月5日在威廉港的雷德施罗伊泽西侧掩体（53°31′N 8°10′E / 53.517°N 8.167°E）自行凿沉，残骸其后拆解报废。

### 作战巡逻
U-8号曾于1940年5月19日傍晚19:30从基尔启航执行首次也是唯一一次作战巡逻，至6月7日夜间2:25返回。在穿行基尔运河并在布伦斯比特尔实施护航后，该艇得以向北海和北大西洋进发，前往彭特兰海峡游弋。U-8号于5月21日和24日曾两度发现地方潜艇的踪迹，但双方均未发动攻击。6月4日，一枚系于测深绳端部的小型炸弹在被抛出之前便于司令塔上意外爆炸，炸伤了时任舰长、海军上尉埃特尔-弗里德里希·肯特拉特的双手，遂由第一值更官、海军少尉海因茨·施泰因接管指挥权。第二天，肯特拉特出现寒颤和发烧症状，只得被转移到在丹麦以西的德国V-101号巡逻艇上接送回国。在这次历时21天、水面行程1,700海里（3,100）、水下行程242海里（448）的行动中，U-8号未能击沉或击伤任何舰船。

## 脚注
1. ↑  威廉生，第6頁.
2. ↑  威廉生，第6–7頁.
3. 1 2  Gröner 1991，第39–40頁.
4. ↑  Neistlé，第22頁.
5. ↑  Helgason, Guðmundur. . German U-boats of WWII - uboat.net.   [2023-09-04]. （原始内容存档于2021-12-08）.
6. ↑  Helgason, Guðmundur. . German U-boats of WWII - uboat.net.   [2023-09-04]. （原始内容存档于2020-11-27）.